# 鍋冠山 (富山県)
鍋冠山（なべかんむりやま）は、富山県中新川郡上市町にある山。標高は900m。登山道はなく、残雪期に登るか藪漕ぎが必要があったが、最近は草刈りがなされ、無雪期でも登れる。
富山県登山連盟の富山の百山の一つ。

## 概要
高峰山に隣接するが、なだらかな高峰山と比べて遥かに急勾配の山容をしており、平野部からも判別しやすい。
上市町および立山町ではこの山に3度目の雪が降ると、里にも雪が降るという伝承がある。
山頂は雑木林に覆われ展望はよくないが、樹間から剱岳などが見える。

## 生態
山の下部はスギの人工林で上部は雑木林となっている。

## 山名の由来
鍋をひっくり返したような特徴的な山容から名付けられた。

## 登山
登山道はなく、骨原集落から高峰山登山道の北側尾根の登山道途中から分岐して藪の中を進む。最近ではある程度の草刈りがなされている。